# Diego López Noguerol
Diego López Noguerol (Turón, Mieres, Asturias, 13 de mayo de 2002) es un futbolista español que juega como delantero en el Valencia C. F. de la Primera División de España.

## Trayectoria
Nacido en Turón, Mieres, el 13 de mayo de 2002, se unió a la academia del Sporting de Gijón procedente del Xeitosa. En 2017 se marcha al Real Madrid y solo un año después lo hace al FC Barcelona. En julio de 2021 firma por el Valencia CF Mestalla para jugar en la Tercera Federación, donde se convierte en un habitual titular del equipo.
Logra debutar con el primer equipo el 29 de agosto de 2022 al entrar como suplente en los minutos finales de una derrota por 1-0 frente al Atlético de Madrid en la Primera División.

## Estadísticas

### Clubes
Actualizado al último partido disputado el 23 de mayo de 2025.
| Club                             | Div.          | Temporada     | Liga  | Liga  | Copas nacionales | Copas nacionales | Copas internacionales | Copas internacionales | Total | Total |
| Club                             | Div.          | Temporada     | Part. | Goles | Part.            | Goles            | Part.                 | Goles                 | Part. | Goles |
| -------------------------------- | ------------- | ------------- | ----- | ----- | ---------------- | ---------------- | --------------------- | --------------------- | ----- | ----- |
| Valencia C. F. Mestalla · España | 3.ª F         | 2021-22       | 30    | 9     | ―                | ―                | ―                     | ―                     | 30    | 9     |
| Valencia C. F. Mestalla · España | 2.ª F         | 2022-23       | 22    | 5     | ―                | ―                | ―                     | ―                     | 22    | 5     |
| Valencia C. F. Mestalla · España | Total club    | Total club    | 52    | 14    | 0                | 0                | 0                     | 0                     | 52    | 14    |
| Valencia C. F. · España          | 1.ª           | 2022-23       | 10    | 3     | 0                | 0                | ―                     | ―                     | 10    | 3     |
| Valencia C. F. · España          | 1.ª           | 2023-24       | 36    | 3     | 3                | 1                | ―                     | ―                     | 39    | 4     |
| Valencia C. F. · España          | 1.ª           | 2024-25       | 38    | 8     | 3                | 1                | ―                     | ―                     | 41    | 9     |
| Valencia C. F. · España          | Total club    | Total club    | 84    | 14    | 6                | 2                | 0                     | 0                     | 90    | 16    |
| Total carrera                    | Total carrera | Total carrera | 136   | 28    | 6                | 2                | 0                     | 0                     | 142   | 30    |
| 1.                               |               |               |       |       |                  |                  |                       |                       |       |       |

## Palmarés

### Títulos internacionales
| Título                    | Equipo                       | Sede  | Año  |
| ------------------------- | ---------------------------- | ----- | ---- |
| Torneo Olímpico de Fútbol | Selección de España (sub-23) | París | 2024 |

### Distinciones individuales
| Distinción                                                      | Año     |
| --------------------------------------------------------------- | ------- |
| Trofeo Fibra Valencia al Mejor Jugador del Valencia C. F.       | 2024-25 |
| Jugador sub-23 del mes de la Primera División de España (marzo) | 2025    |